# Al-Shiokh
Al-Shiokh (tiếng Ả Rập: الشيوخ) là một ngôi làng Syria nằm ở Salquin Nahiyah ở huyện Harem, Idlib. Theo Cục Thống kê Trung ương Syria (CBS), Al-Shiokh có dân số 331 người trong cuộc điều tra dân số năm 2004.